# Activación por neutrones
La activación por neutrones (también de nominada activación con neutrones o activación neutrónica) es el proceso en el que la radiación de neutrones induce radiactividad en los materiales irradiados, y se produce cuando un núcleo atómico captura neutrones libres, volviéndose más pesado y entrando en un estado excitado. El núcleo excitado decae inmediatamente emitiendo rayos gamma, o partículas beta, alfa, productos de la fisión nuclear y neutrones (en los procesos de fisión nuclear). Por lo tanto, el proceso de captura neutrónica, incluso después de cualquier desintegración intermedia, a menudo da como resultado la formación de un producto activado inestable. Estos núcleos radiactivos pueden exhibir períodos de semidesintegración que van desde pequeñas fracciones de segundo hasta muchos años.
La activación por neutrones es la única forma común de inducir que un material estable se vuelva intrínsecamente radiactivo. Todos los materiales naturales, incluidos el aire, el agua y el suelo, pueden ser inducidos (activados) mediante la captura de neutrones a emitir cierta cantidad de radiactividad en diversos grados, como resultado de la producción de radioisótopos ricos en neutrones. Algunos átomos requieren más de un neutrón para volverse inestables, lo que los hace más difíciles de activar, porque la probabilidad de una captura doble o triple por parte de un núcleo es menor que la de una captura simple. El agua, por ejemplo, está formada por hidrógeno y oxígeno. El hidrógeno requiere una doble captura para alcanzar la inestabilidad como tritio (hidrógeno-3), mientras que oxígeno natural (oxígeno-16) requiere tres capturas para volverse inestable oxígeno-19. Por lo tanto, el agua es relativamente difícil de activar, en comparación con el cloruro de sodio (NaCl), en el que tanto los átomos de sodio como los de cloro se vuelven inestables con una sola captura cada uno. Estos hechos se experimentaron de primera mano en la serie de pruebas atómicas de la Operación Crossroads en 1946.

## Ejemplos
Un ejemplo de este tipo de reacción nuclear ocurre en la producción de cobalto-60 dentro de un reactor nuclear: el cobalto-60 se desintegra mediante la emisión de una partícula beta y rayos gamma en níquel-60. Esta reacción tiene una vida media de aproximadamente 5,27 años y, debido a la disponibilidad de cobalto-59 (100% de su abundancia natural), este isótopo bombardeado con neutrones es una fuente valiosa de radiación ionizante (es decir, radiación gamma) para radioterapia.
59
27Co + 1
0n → 60
27Co
En otros casos, y dependiendo de la energía cinética de los neutrones, la captura de un neutrón puede provocar fisión nuclear: la división del núcleo atómico en dos núcleos más pequeños. Si la fisión requiere un aporte de energía, esta proviene de la energía cinética del neutrón. Un ejemplo de este tipo de fisión en un elemento ligero puede ocurrir cuando el isótopo estable de litio, el litio-7, es bombardeado con neutrones rápidos y sufre la siguiente reacción nuclear:
7
3Li + 1
0n → 4
2He + 3
1H + 1
0n + rayos gamma + energía cinética
En otras palabras, la captura de un neutrón por el litio-7 provoca que éste se divida en un núcleo energético de helio (una partícula alfa), un núcleo de hidrógeno (tritio) y un neutrón libre. El incidente de Castle Bravo, en el que la prueba de la bomba termonuclear en el Atolón Bikini realizada en 1954 produjo una explosión con una potencia 2,5 veces mayor que la esperada, fue causado por la probabilidad inesperadamente alta de esta reacción.
En las áreas situadas alrededor de un reactor de agua a presión o de un reactor de agua en ebullición durante el funcionamiento normal, se produce una cantidad significativa de radiación debido a la activación de la temperatura neutrónica del oxígeno del agua refrigerante a través de una reacción (n,p). El núcleo de oxígeno-16 activado emite un protón (núcleo de hidrógeno) y se transmuta en nitrógeno-16, que tiene una vida muy corta (7,13 segundos) antes de descomponerse nuevamente en oxígeno-16 (emitiendo partículas beta de 6,13 MeV).
16
8O + 1
0n → 1
1p + 16
7N (que decae rápidamente)
16
7N → γ + 0
-1e- + 16
8O
Esta activación del agua refrigerante requiere protección radiológica adicional alrededor de la planta del reactor nuclear. Los rayos gamma de alta energía generados en la segunda reacción son las radiaciones más peligrosas asociadas con este proceso. Esta es la razón por la que el agua procedente del interior del núcleo de un reactor nuclear debe protegerse hasta que la radiación disminuya. Generalmente, es suficiente con uno o dos minutos.
En instalaciones que albergaban un ciclotrón, la base de hormigón armado puede volverse radiactiva debido a la activación de neutrones. Se pueden encontrar seis importantes isótopos radiactivos de larga vida (54Mn, 55Fe, 60Co, 65Zn, 133Ba y 152Eu) dentro de núcleos de hormigón afectados por neutrones. La radiactividad residual se debe predominantemente a los oligoelementos presentes y, por lo tanto, la cantidad de radiactividad derivada de la activación del ciclotrón es minúscula, es decir, pCi/g o Bq/g. El límite de emisión para instalaciones con radiactividad residual es de 25 mrem/año. A continuación se muestra un ejemplo de producción de 55Fe a partir de la activación del hierro en las barras de acero que forman parte del hormigón armado:
54
26Fe + 1
0n → 55
26Fe

## Casos de activación por neutrones
La activación de neutrones es la única forma común de inducir que un material estable se vuelva intrínsecamente radiactivo. Los neutrones solo están libres en cantidad en los microsegundos de la explosión de un arma nuclear, en un reactor nuclear activo o en una fuente de neutrones por espalación.
En un arma atómica, los neutrones solo se generan durante de 1 a 50 microsegundos, pero en cantidades enormes. La mayoría son absorbidos por la carcasa metálica de la bomba, que apenas comienza a verse afectada por la explosión en su interior. La activación de neutrones del metal que pronto se vaporizará es responsable de una parte significativa de la lluvia radiactiva en explosiones nucleares en la alta atmósfera. En otros tipos de activación, los neutrones pueden irradiar el suelo, que a continuación se dispersa en una nube en forma de hongo sobre la superficie de la Tierra o cerca de ella, lo que produce lluvia radiactiva por la activación de los elementos químicos del suelo.

## Efectos sobre los materiales en el tiempo
En cualquier lugar con un alto flujo de neutrones, como dentro de los núcleos de los reactores nucleares, la activación de neutrones contribuye a la erosión del material, por lo que los materiales del revestimiento deben eliminarse periódicamente y tratarse como residuos radiactivos de bajo nivel. Algunos materiales están más sujetos a la activación de neutrones que otros, por lo que un material de baja activación elegido adecuadamente puede reducir significativamente este problema (véase International Fusion Materials Irradiation Facility). Por ejemplo, el cromo-51 se puede formar mediante la activación por neutrones del acero al cromo (que contiene Cr-50) expuesto al flujo de neutrones típico de un reactor.
El carbono-14, generado con mayor frecuencia, pero no exclusivamente, por la activación del nitrógeno-14 atmosférico por el efecto de neutrones térmicos (junto con su vía de producción natural dominante a partir de interacciones entre rayos cósmicos y el aire; y de la realización histórica de pruebas nucleares atmosféricas) también se genera en cantidades comparativamente pequeñas en el interior. Muchos diseños de reactores nucleares contienen impurezas de gas nitrógeno en su combustible nuclear, en el agua refrigerante y debido a la activación neutrónica del oxígeno contenido en el agua misma. Los reactores reproductores (FBR) producen aproximadamente un orden de magnitud menos de C-14 que el tipo de reactor más común, el reactor de agua a presión, ya que los FBR no utilizan agua como refrigerante primario.

## Usos

### Seguridad radiológica
Para los médicos y responsables de seguridad radiológica, la activación del sodio en el cuerpo humano a sodio-24 y del fósforo a fósforo-32 puede proporcionar una buena estimación inmediata de la exposición aguda accidental a neutrones.

#### Detección de neutrones
Una forma de demostrar que se ha producido la fusión nuclear dentro de un fusor es utilizar un contador Geiger para medir la radiactividad de rayos gamma que se produce a partir de una hoja de papel de aluminio.
En el enfoque de fusión ICF, el rendimiento de la fusión del experimento (directamente proporcional a la producción de neutrones) generalmente se determina midiendo las emisiones de rayos gamma de objetivos de activación por neutrones de aluminio o cobre. El aluminio puede capturar un neutrón y generar sodio-24 radiactivo, que tiene una vida media de 15 horas y una energía de desintegración beta de 5,514 MeV.
La activación de una serie de elementos objetivo de prueba, como azufre, cobre, tántalio y oro, se ha utilizado para determinar el rendimiento tanto de armas nucleares de fisión pura como de armas termonucleares.

#### Análisis de materiales
El análisis por activación neutrónica es uno de los métodos más sensibles y precisos de análisis de oligoelementos. No requiere preparación ni solubilización de muestras y, por lo tanto, se puede aplicar a objetos que deben mantenerse intactos, como una obra de arte valiosa. Aunque la activación induce radiactividad en el objeto, su nivel suele ser bajo y su vida útil puede ser corta, por lo que sus efectos desaparecen pronto. En este sentido, la activación neutrónica es un método de análisis no destructivo.
Además, tiene la ventaja de que se puede realizar in situ. Por ejemplo, el aluminio (Al-27) se puede activar capturando neutrones de energía relativamente baja para producir el isótopo Al-28, que se desintegra con una vida media de 2,3 minutos y con una energía de desintegración de 4,642 MeV. Este isótopo activado se utiliza en la extracción de petróleo para determinar el contenido de arcilla (la arcilla es generalmente un aluminosilicato) del área subterránea bajo exploración.
Los historiadores pueden utilizar la activación por neutrones accidental para autentificar artefactos atómicos y materiales sujetos a flujos de neutrones debido a incidentes de fisión. Este es el caso de uno de los isótopos raros de bario presentes en la trinitita (cuya ausencia probablemente signifique una muestra falsa del mineral), un producto de la activación por neutrones de bario generada durante la Prueba Trinity, originado por la lente de explosión lenta a base de baratol (una mezcla de TNT y nitrato de bario empleada para hacer detonar el dispositivo).

### Producción de semiconductores
La irradiación con neutrones se puede utilizar para el procesamiento de obleas de silicio de zona flotante con el fin de desencadenar la transmutación fraccionada de átomos de silicio (Si) en fósforo (P) y, por lo tanto, obtener sectores de silicio dopados del tipo n,: 366  según la reacción:
{\displaystyle {\ce {_14^{30}Si}}+{\text{neutrón}}\xrightarrow {} {\ce {_14^{31}Si}}+{\text{rayo gamma}}\xrightarrow {2.62hr} {\ce {_15^{31}P}}+{\text{rayo beta}}}

## Lectura adicional
- US Army (1952). Operation Ivy Final Report Joint Task Force 132. Archivado desde el original el 11 de marzo de 2014.

- Datos: Q901707